# Diocesi di Płock

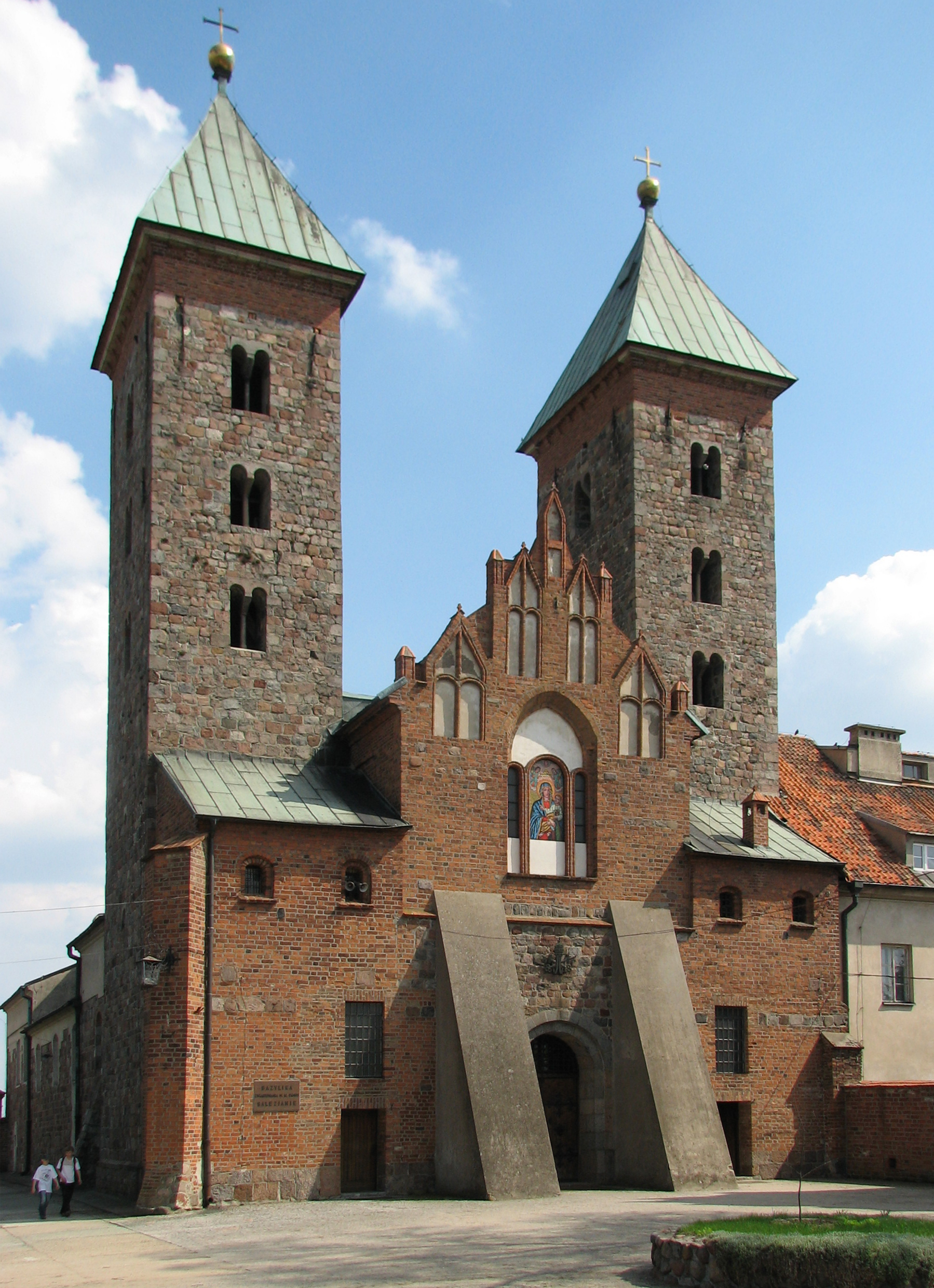
La basilica dell'Annunciazione della Vergine Maria a Czerwińsk nad Wisłą.

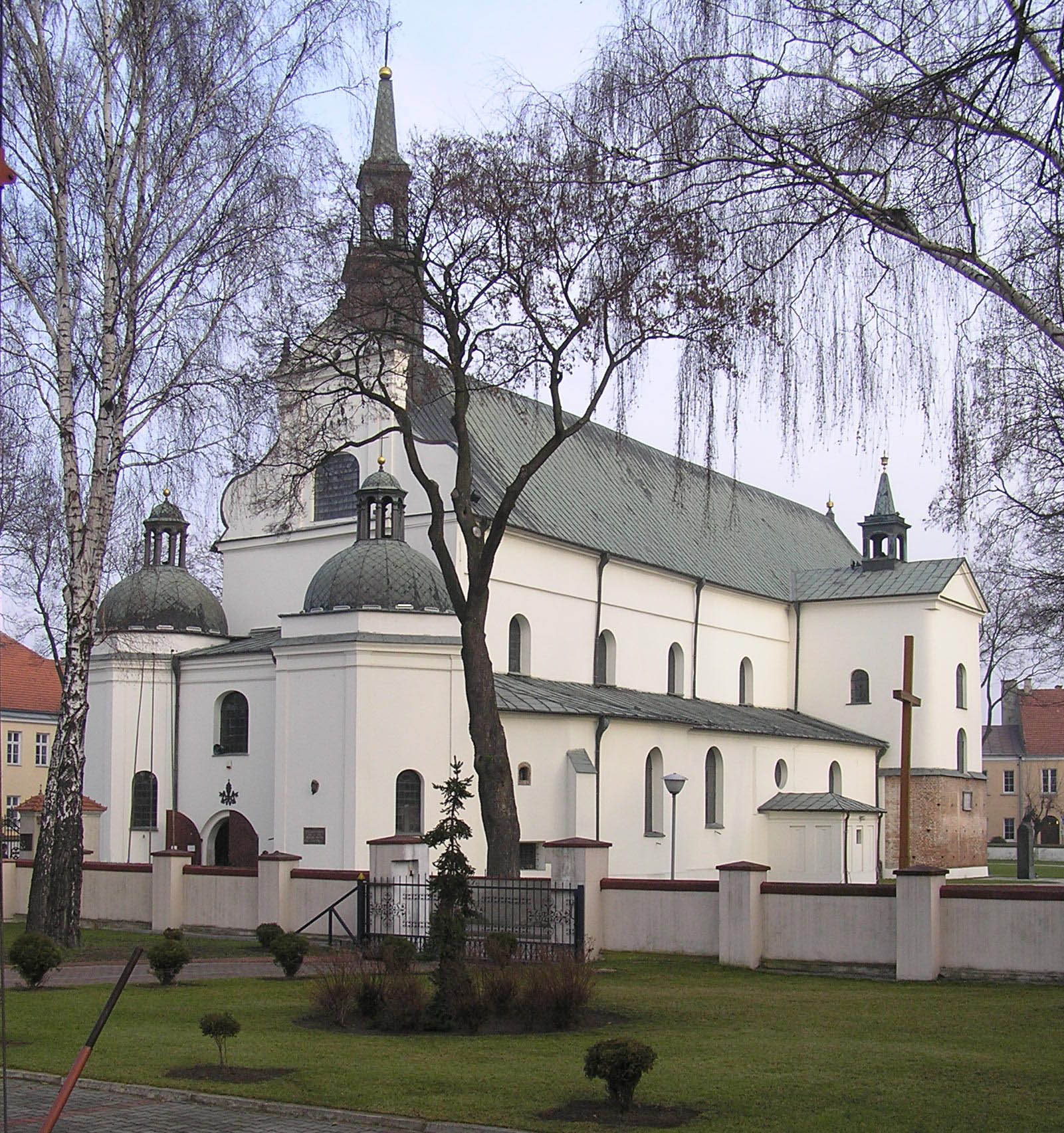
La basilica collegiata dell'Annunciazione a Pułtusk.

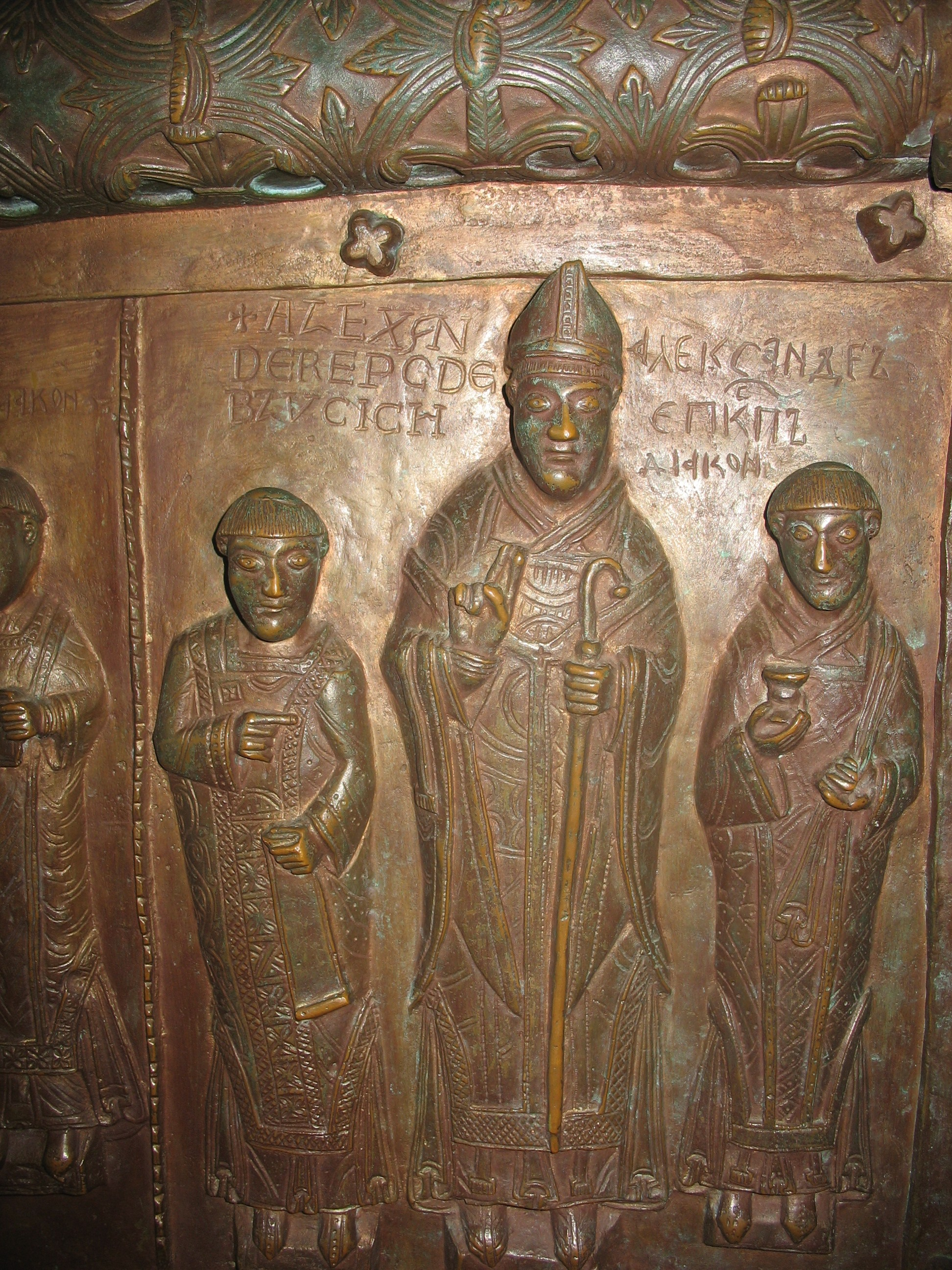
Aleksander z Malonne, vescovo dal 1129 al 1156, fondatore della cattedrale.

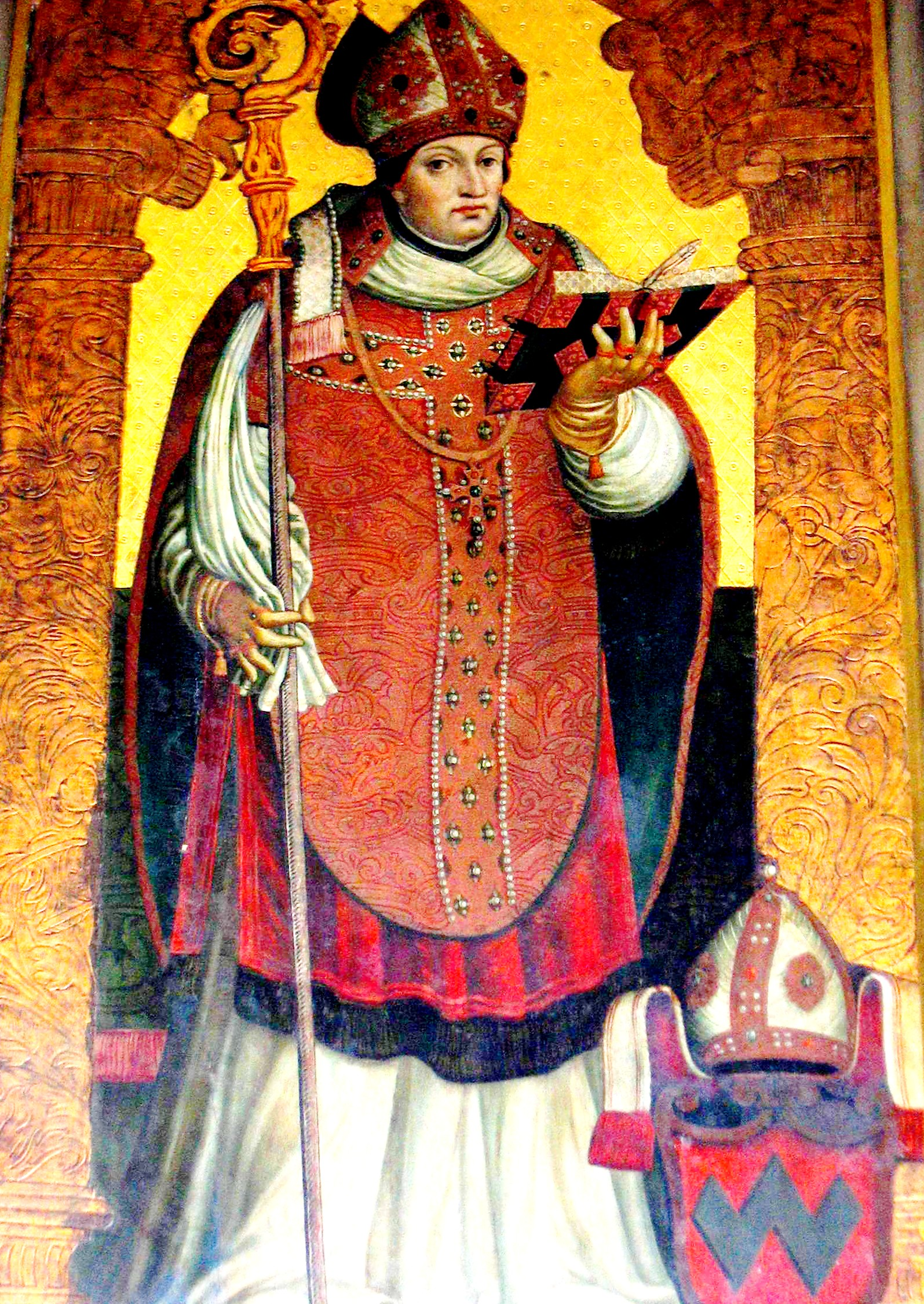
Il beato Jan Chojeński, vescovo dal 1535 al 1537.

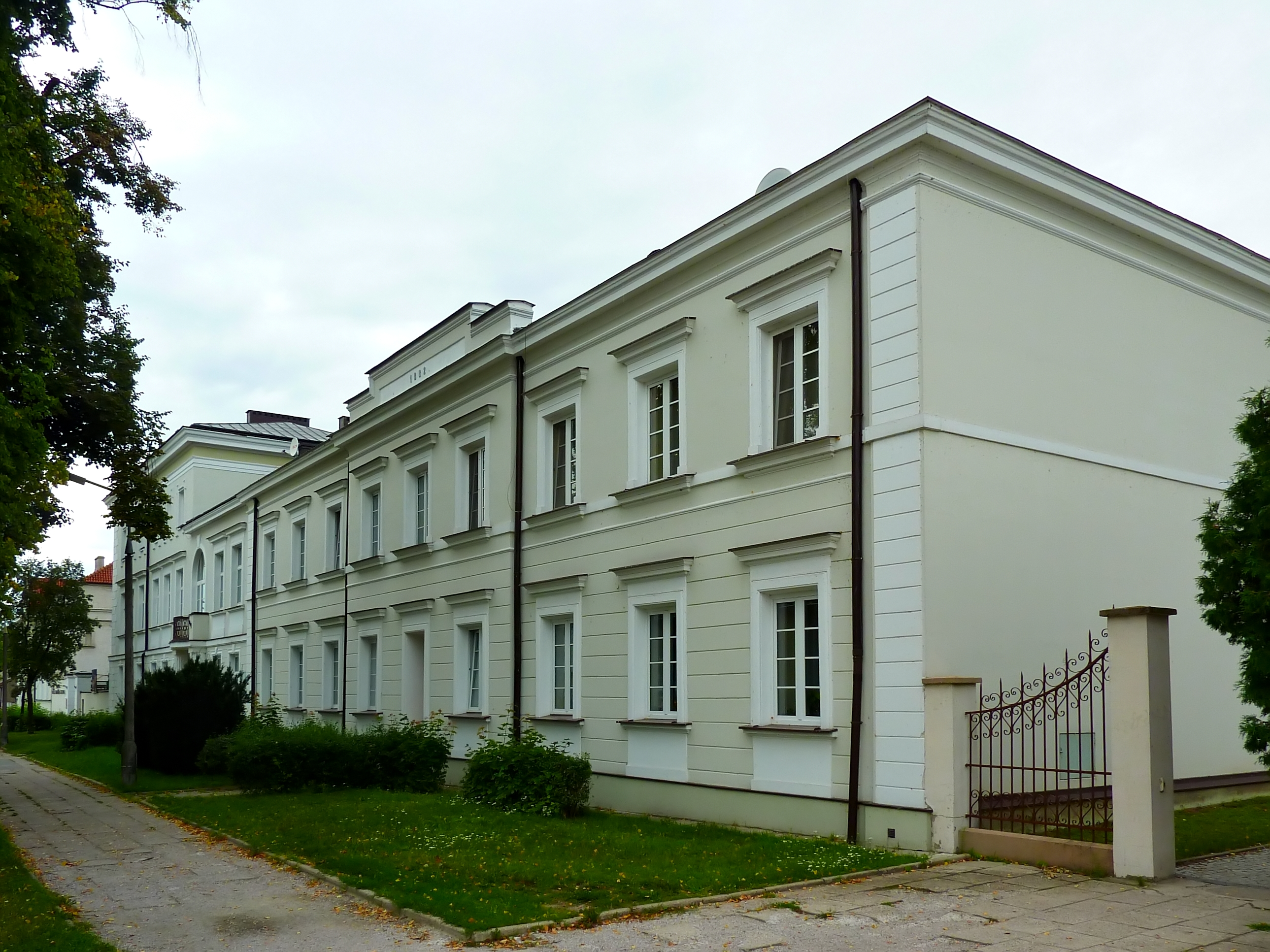
Il seminario diocesano.

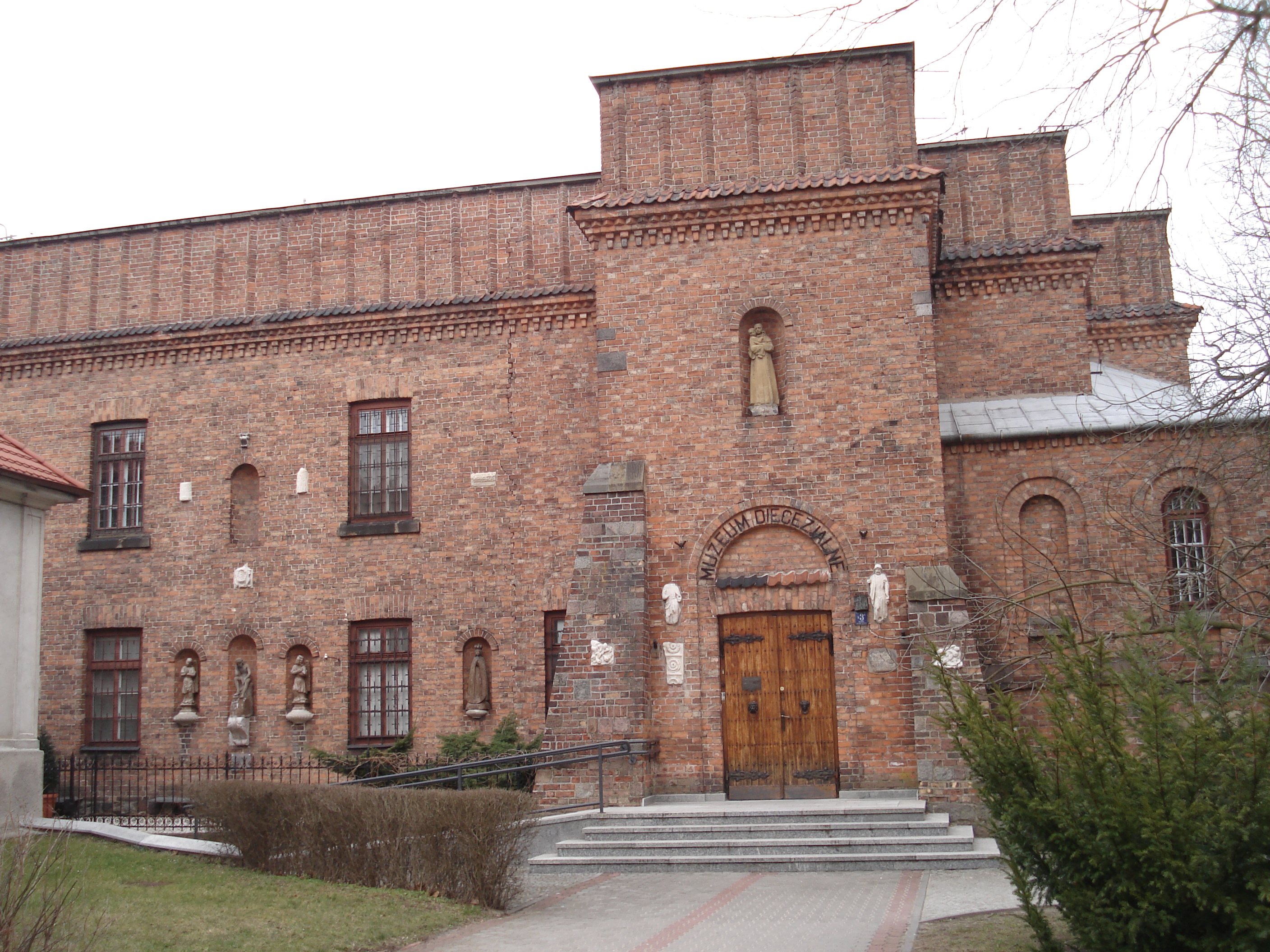
La sede del museo diocesano.

La diocesi di Płock (in latino Dioecesis Plocensis) è una sede della Chiesa cattolica in Polonia suffraganea dell'arcidiocesi di Varsavia. Nel 2021 contava 818.009 battezzati su 825.698 abitanti. È retta dal vescovo Szymon Stułkowski.

## Territorio
La diocesi comprende la parte settentrionale del Voivodato della Masovia e il distretto di Rypin nel Voivodato della Cuiavia-Pomerania.
Sede vescovile è la città di Płock, dove si trova la cattedrale della Beata Vergine Maria di Masovia. In diocesi sorgono 2 basiliche minori: la basilica dell'Annunciazione della Vergine Maria a Czerwińsk nad Wisłą e la basilica dell'Annunciazione della Beata Vergine Maria a Pułtusk.
Il territorio è suddiviso in 26 decanati e in 249 parrocchie.

## Storia
La diocesi di Płock fu eretta nel X secolo. Tuttavia, i nomi dei primi cinque vescovi sono dubbi e il primo vescovo certo
è Marek, nel 1075. La diocesi fu fin dall'inizio suffraganea dell'arcidiocesi di Gniezno.
Nel periodo 1130-1140, durante l'episcopato di Aleksander z Malonne, fu costruita la cattedrale.
Il 15 luglio 1563 in osservanza dei decreti del Concilio di Trento fu istituito il seminario diocesano.
Nel 1633 quattro parrocchie furono cedute alla diocesi di Cuiavia.
Il 9 settembre 1800 cedette alcune parrocchie alla diocesi di Varsavia, mentre il 22 settembre 1805 cedette altre parrocchie, in territorio asburgico, alla diocesi di Lublino.
Il 30 giugno 1818 in seguito alla bolla Ex imposita nobis di papa Pio VII entrò a far parte della provincia ecclesiastica di Varsavia. Contestualmente i confini della diocesi furono fatti coincidere con il voivodato omonimo del regno del Congresso.
Nel 28 ottobre 1925 in forza della bolla Vixdum Poloniae unitas di papa Pio XI cedette altri tre decanati alla diocesi di Łomża e 20 parrocchie alla diocesi di Włocławek.
Nel 1940 il vescovo Antoni Julian Nowowiejski e il vescovo ausiliare Leon Wetmański furono arrestati dai tedeschi e internati nel campo di lavoro di Soldau, dove morirono l'anno successivo. Il 13 giugno 1999 saranno beatificati da papa Giovanni Paolo II.
Il 15 maggio 1967, con la lettera apostolica Angelicis moribus, papa Paolo VI ha proclamato i Santi Stanislao Kostka e Stanislao martire, patroni principali della diocesi, e Sant'Andrea Bobola patrono secondario.
Il 25 marzo 1992 nell'ambito della riorganizzazione delle diocesi polacche voluta da papa Giovanni Paolo II con la bolla Totus tuus Poloniae populus, ha ceduto porzioni del suo territorio a vantaggio dell'erezione delle diocesi di Łowicz e di Varsavia-Praga e altre 31 parrocchie alla diocesi di Łomża.
Il 20 novembre 2017 san Stanislao Kostka è stato confermato patrono principale diocesi.

## Cronotassi dei vescovi
Si omettono i periodi di sede vacante non superiori ai 2 anni o non storicamente accertati.
- Angelotus † (966 - 982)
- Marcjalis † (982 - 1005)
- Marcin † (1005 - 1024)
- Albin † (1024 - 1041)
- Paschalis † (1041 - 1065)
- Marek † (1075 - 1088)
- Stefan † (1088 - 1099/1102)
- Filip † (1099/1102 - 1107/1112)
- Szymon Gozdawa † (1107/1112 - 1129 deceduto)
- Aleksander z Malonne † (1129 - 9 marzo 1156 deceduto)
- Werner Roch † (1156 - 1170/1172)
- Lupus Godzięba † (1170/1172 - 1186)
- Wit z Chotela † (1187 - 1206 deceduto)
- Gedko Powało † (1207 - 1223 deceduto)
- Jan Gozdawita † (1225 - 1227 deceduto)
- Gunter Prus † (1227 - 1232)
- Piotr Półkozic † (1232 - 1238)
- Andrzej Gryfita † (1º agosto 1238 - 7 gennaio 1244 deceduto)
- Piotr Brevis † (26 gennaio 1245 - 1254)
- Andrzej Ciołek † (1254 - 1260)
- Piotr Niedlich † (1261 - 1263 deceduto)
- Tomasz Tomka † (1263 - 1270)
- Gedko † (1270 - 1296 deceduto)
- Jan Wysoki Prawdzic † (1297 - 1310)
- Jan h. Nałęcz † (1310 - 1318 deceduto)
- Florian Laskary z Kościelca † (1318 - 21 giugno 1333 deceduto)
- Klemens Pierzchała † (1337 - settembre 1357 deceduto)
- Bernard Nowina, O.P. † (11 ottobre 1357 - 1363 deceduto)
- Imisław Wroński † (26 maggio 1363 - 4 luglio 1365 deceduto)
- Mikołaj Sówka z Gulczewa † (10 dicembre 1365 - 1367 deceduto)
- Stanisław Sówka z Gulczewa † (1368 - 1375 dimesso)
- Dobiesław Sówka z Gulczewa † (27 giugno 1375 - 3 settembre 1381 deceduto)
- Ścibor z Radzymina † (18 dicembre 1381 - febbraio 1390 deceduto)
- Henryk Mazowiecki † (18 marzo 1391 - 1392 deceduto)
- Maffiolo Lampugnani † (17 aprile 1393 - 27 luglio 1396 deceduto)
- Jakub z Korzkwi † (31 luglio 1396 - 27 maggio 1425 deceduto)
- Stanisław z Pawłowic † (29 dicembre 1425 - 24 aprile 1439 deceduto)
- Paweł Giżycki † (21 agosto 1439 - 28 gennaio 1463 deceduto)
- Ścibor z Gościeńczyc † (23 novembre 1463 - 4 maggio 1471 deceduto)
- Kazimierz III † (16 dicembre 1471 - 9 giugno 1480 deceduto)
- Piotr z Chodkowa † (15 dicembre 1480 - 15 agosto 1497 deceduto)
- Jan Lubrański † (5 marzo 1498 - 22 ottobre 1498 nominato vescovo di Poznań)
- Wincenty Przerębski † (22 ottobre 1498 - 29 novembre 1503 nominato vescovo di Cuiavia)
- Erazm Ciołek † (29 novembre 1503 - 9 settembre 1522 deceduto)
  - Jan z Brandenburgi † (26 settembre 1522 - ? dimesso) (vescovo eletto)
- Rafał Leszczyński † (8 giugno 1523 - 24 marzo 1527 deceduto)
- Andrzej Krzycki † (29 aprile 1527 - 27 ottobre 1535 nominato arcivescovo di Gniezno)
- Beato Jan Chojeński † (27 ottobre 1535 - 17 agosto 1537 nominato vescovo di Cracovia)
- Piotr Gamrat † (17 agosto 1537 - 6 ottobre 1538 nominato vescovo di Cracovia)
- Jakub Buczacki † (29 luglio 1538 - 6 dicembre 1541 deceduto)
- Samuel Maciejowski † (22 agosto 1541 - 19 giugno 1546 nominato vescovo di Cracovia)
- Jan Bieliński † (19 febbraio 1546 - 18 maggio 1546 deceduto)
- Andrzej Noskowski † (8 ottobre 1546 - 23 ottobre 1567 deceduto)
- Piotr Myszkowski † (23 ottobre 1567 succeduto - 5 luglio 1577 nominato vescovo di Cracovia)
- Piotr Dunin Wolski † (5 luglio 1577 - 20 agosto 1590 deceduto)
- Wojciech Baranowski † (30 gennaio 1591 - 14 maggio 1607 nominato vescovo di Cuiavia)
- Marcin Szyszkowski † (18 luglio 1607 - 17 ottobre 1616 nominato vescovo di Cracovia)
- Henryk Firlej † (19 gennaio 1617 - 7 ottobre 1624 nominato arcivescovo di Gniezno)
- Hieronim Cielecki † (16 ottobre 1624 - 16 aprile 1627 deceduto)
- Stanisław Łubieński † (30 agosto 1627 - 16 aprile 1640 deceduto)
- Karol Ferdynand Waza  † (9 febbraio 1643 - 9 maggio 1655 deceduto)
- Jan Gembicki † (11 ottobre 1655 - 12 marzo 1674 nominato vescovo di Cuiavia)
- Bonawentura Madaliński † (12 marzo 1674 succeduto - 2 giugno 1681 nominato vescovo di Cuiavia)
- Stanisław Dąmbski † (20 aprile 1682 - 7 luglio 1692 nominato vescovo di Cuiavia)
- Andrzej Chryzostom Załuski † (15 ottobre 1692 - 18 maggio 1699 nominato vescovo di Varmia)
- Ludwik Bartłomiej Załuski † (1º giugno 1699 - 24 dicembre 1721 deceduto)
- Andrzej Stanisław Załuski † (22 novembre 1723 - 19 novembre 1736 nominato vescovo di Luc'k)
- Antoni Sebastian Dembowski † (6 maggio 1737 - 18 dicembre 1752 nominato vescovo di Cuiavia)
- Józef Eustachy Szembek † (29 gennaio 1753 - 1º aprile 1758 deceduto)
- Hieronim Antoni Szeptycki † (24 settembre 1759 - 9 agosto 1773 deceduto)
- Michał Jerzy Poniatowski † (9 agosto 1773 succeduto - 14 febbraio 1785 nominato arcivescovo di Gniezno)
- Krysztof Hilary Szembek † (14 febbraio 1785 succeduto - 5 settembre 1797 deceduto)
- Onufry Kajetan Szembek † (5 settembre 1797 succeduto - 5 gennaio 1809 deceduto)
  - Sede vacante (1809-1815)
- Tomasz Ostaszewski † (4 settembre 1815 - 17 gennaio 1817 deceduto)
- Adam Michał Prażmowski † (16 marzo 1818 - 6 febbraio 1836 deceduto)
- Franciszek Pawłowski † (6 febbraio 1836 succeduto - 6 luglio 1852 deceduto)
  - Sede vacante (1852-1863)
- Wincenty Teofil Popiel † (16 marzo 1863 - 5 luglio 1875 nominato vescovo di Cuiavia)
  - Sede vacante (1875-1883)
- Kasper Borowski † (15 marzo 1883 - 15 gennaio 1885 deceduto)
  - Sede vacante (1885-1889)
- Michał Nowodworski † (30 dicembre 1889 - 12 giugno 1896 deceduto)
- Franciszek Albin Symon † (2 agosto 1897 - 4 marzo 1901 dimesso[10])
- Jerzy Józef Elizeusz Szembek † (15 aprile 1901 - 9 novembre 1903 nominato arcivescovo di Mahilëŭ)
- Apolinary Wnukowski † (1º aprile 1904 - 16 giugno 1908 nominato arcivescovo di Mahilëŭ)
- Beato Antoni Julian Nowowiejski † (12 giugno 1908 - 28 maggio 1941 deceduto)
- Tadeusz Paweł Zakrzewski † (12 aprile 1946 - 26 novembre 1961 deceduto)
- Bogdan Marian Wincenty Sikorski † (21 gennaio 1964 - 4 febbraio 1988 deceduto)
- Zygmunt Kamiński † (4 febbraio 1988 succeduto - 1º maggio 1999 nominato arcivescovo di Stettino-Kamień)
- Stanisław Wojciech Wielgus (24 maggio 1999 - 6 dicembre 2006 nominato arcivescovo di Varsavia)
- Piotr Libera (2 maggio 2007 - 4 giugno 2022 dimesso)[11][12]
- Szymon Stułkowski, dal 22 ottobre 2022

## Statistiche
La diocesi nel 2021 su una popolazione di 825.698 persone contava 818.009 battezzati, corrispondenti al 99,1% del totale.
| anno | popolazione | popolazione | popolazione | presbiteri | presbiteri | presbiteri | presbiteri                | diaconi | religiosi | religiosi | parrocchie |
| anno | battezzati  | totale      | %           | numero     | secolari   | regolari   | battezzati per presbitero | diaconi | uomini    | donne     | parrocchie |
| ---- | ----------- | ----------- | ----------- | ---------- | ---------- | ---------- | ------------------------- | ------- | --------- | --------- | ---------- |
| 1950 | 800.000     | 810.000     | 98,8        | 313        | 275        | 38         | 2.555                     |         | 75        | 450       | 228        |
| 1970 | 850.000     | 875.000     | 97,1        | 463        | 409        | 54         | 1.835                     |         | 85        | 550       | 231        |
| 1980 | 848.000     | 877.000     | 96,7        | 513        | 454        | 59         | 1.653                     |         | 99        | 543       | 249        |
| 1990 | 940.000     | 958.000     | 98,1        | 574        | 517        | 57         | 1.637                     |         | 115       | 433       | 269        |
| 1999 | 780.000     | 812.000     | 96,1        | 563        | 512        | 51         | 1.385                     |         | 112       | 268       | 242        |
| 2000 | 778.000     | 810.000     | 96,0        | 581        | 528        | 53         | 1.339                     |         | 63        | 273       | 242        |
| 2001 | 778.000     | 809.000     | 96,2        | 571        | 524        | 47         | 1.362                     |         | 62        | 294       | 242        |
| 2002 | 778.000     | 808.000     | 96,3        | 592        | 534        | 58         | 1.314                     |         | 73        | 285       | 243        |
| 2003 | 777.500     | 807.400     | 96,3        | 593        | 535        | 58         | 1.311                     |         | 73        | 280       | 243        |
| 2004 | 777.000     | 806.800     | 96,3        | 603        | 545        | 58         | 1.288                     |         | 131       | 280       | 243        |
| 2013 | 780.899     | 793.367     | 98,4        | 640        | 584        | 56         | 1.220                     |         | 67        | 205       | 248        |
| 2016 | 810.791     | 822.425     | 98,6        | 632        | 578        | 54         | 1.282                     |         | 64        | 208       | 248        |
| 2019 | 800.120     | 807.089     | 99,1        | 626        | 572        | 54         | 1.278                     |         | 63        | 198       | 249        |
| 2021 | 818.009     | 825.698     | 99,1        | 601        | 544        | 57         | 1.361                     |         | 63        | 182       | 249        |